# قانون الأنهار والمرافئ لعام 1899
قانون الأنهار والمرافئ لعام 1899 هو أقدم قانون بيئي فيدرالي في الولايات المتحدة. يعتبر القانون بمثابة جنحة لتصريف النفايات من أي نوع في المياه الصالحة للملاحة أو روافدها من الولايات المتحدة دون تصريح. يُعرف هذا الحكم المحدد باسم قانون الرفض. كما يعتبر القانون أيضًا جنحة حفر أو ملء أو تغيير مسار أو حالة أو سعة أي ميناء أو ميناء أو قناة أو مناطق أخرى في متناول القانون دون تصريح. كما جعل القانون من غير القانوني سد مجاري المياه الصالحة للملاحة دون ترخيص (أو تصريح) من الكونجرس، شمل ذلك لأغراض توليد الطاقة الكهرومائية، في وقت كانت فيه صناعة المرافق الكهربائية تتوسع بسرعة.
ينص القسم 10 على أن «جميع المياه المعرضة لمنحى المد وتدفقه حركة المد والجزر هي مياه صالحة للملاحة في الولايات المتحدة». تتمتع فرقة جاكسونفيل التابعة لفيلق المهندسين بالجيش الأمريكي بسلطة قضائية على مياه البحر الكاريبي وخليج المكسيك والمحيط الأطلسي.
على الرغم من أن العديد من الأنشطة التي يغطيها القانون ينظمها قانون المياه النظيفة، إلا أن قانون 1899 يحتفظ بالحيوية المستقلة. يتم إدارة القانون من قبل فيلق المهندسين بالجيش الأمريكي. ومع ذلك تمت إزالة سلطة إدارة القسم 9 من القانون المطبق على الجسور، في وفوق وعلى المياه الصالحة للملاحة في الولايات المتحدة (حل محلها قانون الجسر العام لعام 1946، بصيغته المعدلة)، من فيلق المهندسين وأعيد تفويضها إلى خفر السواحل الأمريكي بموجب أحكام قانون وزارة النقل لعام 1966. يمتلك الفيلق ويدير العديد من الجسور وقد لا ينظم نفسه بسبب تضارب المصالح.